# Streatley, Bedfordshire
Streatley är en civil parish i Storbritannien.   Den ligger i kommunen Central Bedfordshire i riksdelen England, i den södra delen av landet, 50 km norr om huvudstaden London.